# Break (hippomobile)
Pour les articles homonymes, voir Break.

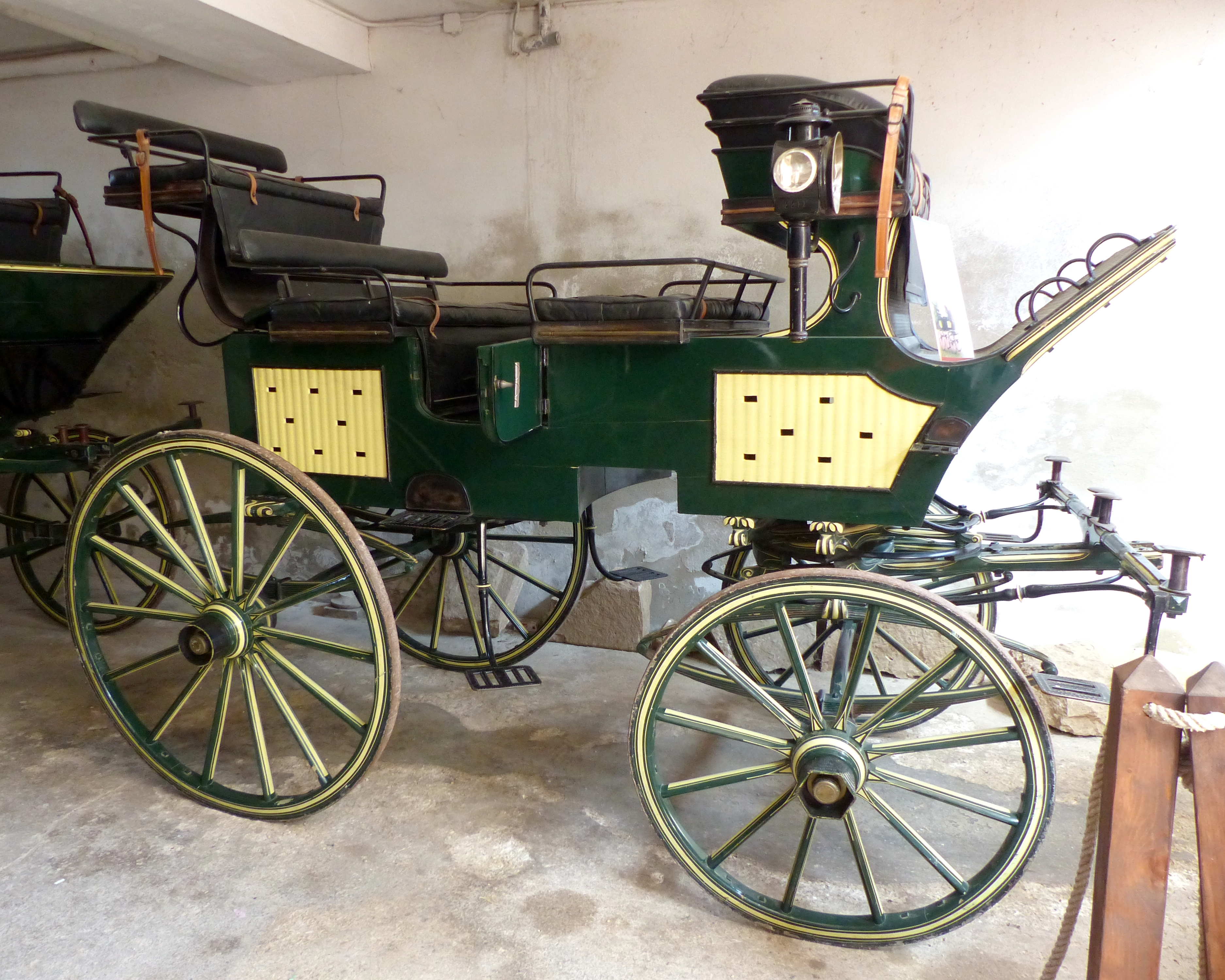
break de chasse de la famille Sabatier d'Espeyran

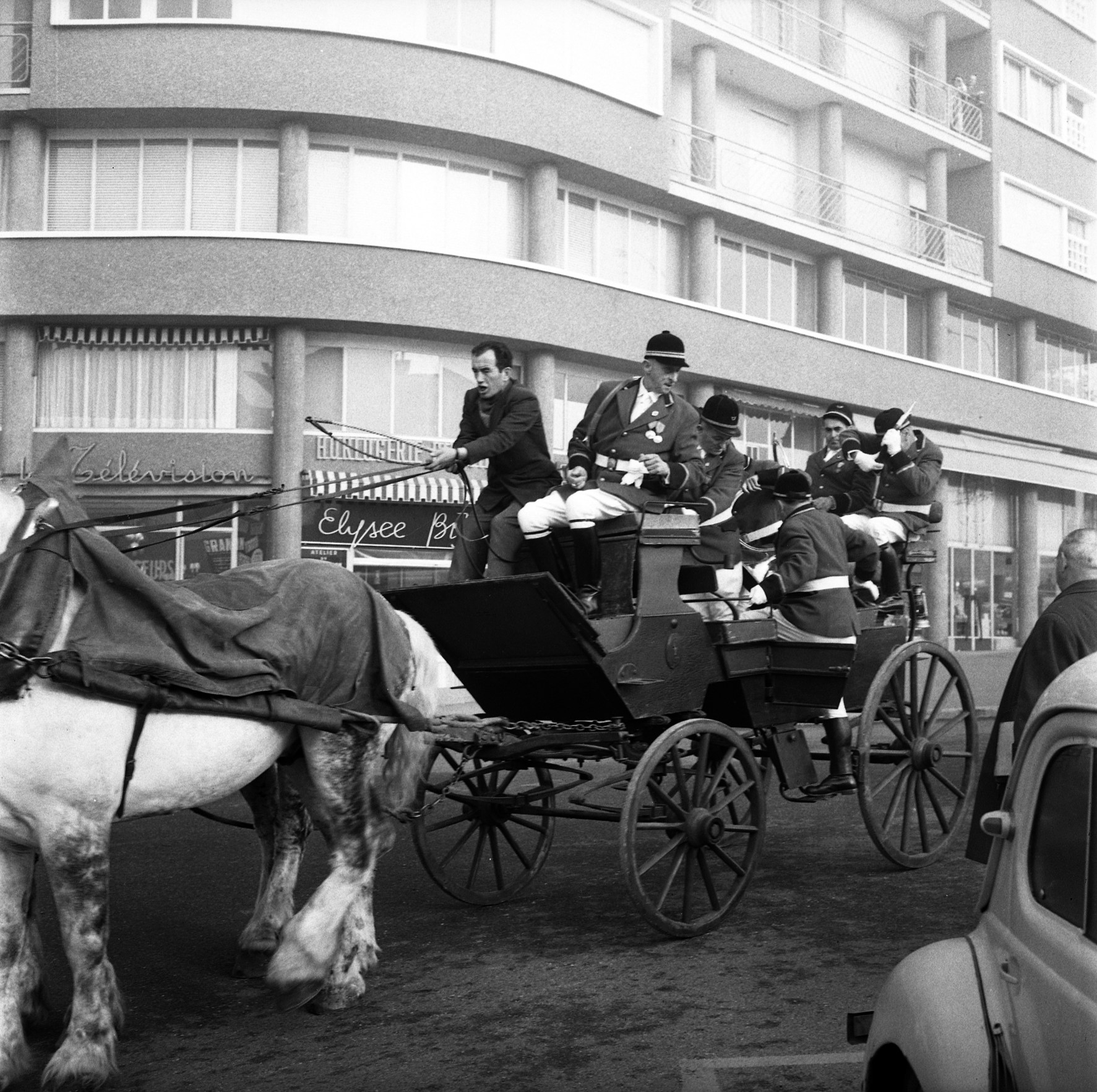

Le break, orthographié brake en Grande-Bretagne, est une voiture hippomobile à quatre roues, découverte. En dépit de son nom anglais, c'est une création française, vers 1850. À l'origine, le break était destiné au dressage des chevaux destinés à l'attelage, le verbe anglais to break signifiant « dresser » (outre « rompre »). Sa forme était alors celle du squelette, voiture ultra-simple et robuste à quatre roues sans aucune partie carrossée, qui ne servait qu'au dressage des chevaux, fabriquée en France avant la fin du XVIIe siècle.
Par la suite, le break prend des formes multiples, la plus caractéristique étant le grand break, ou break de chasse. Il possède un siège de meneur assez haut, sur un coffre, et deux sièges de passagers en vis-à-vis, auxquels on accède par deux portières au milieu des panneaux latéraux, enfin un siège de groom à l'arrière, fixé au-dessus de la caisse par des ferrures. Le break est suspendu sur des ressorts à pincettes. Le grand break pouvait être attelé à quatre chevaux.
Outre le dressage des chevaux, le break avait un usage campagnard, pour la promenade, la chasse, et le transport de personnes ou d'objets.